# Font dels Frares (Solsona)
La font dels Frares és una font del municipi de Solsona a la comarca del Solsonès amb dues surgències, una de superior de broc metàl·lic i la inferior, la més abundosa, que mana directament de la roca.
Es troba al just a la riba dreta del barranc de Pallarès, en una roureda que hi ha a l'esquerra de la carretera C-26 a poc més de 2 km. de Solsona en direcció a Bassella.
Antigament anomenada Font de la Teuleria, passà a denominar-se la font dels Frares arran del fet que, després d'un llarg conflicte amb l'Ajuntament de Solsona recolzat pels solsonins, l'any 1749 el convent dels caputxins de Solsona aconsegueix el permís de la Intendència General de l'Exèrcit per a portar al convent les aigües de la citada font de la Teuleria. A tal fi es construí un esvelt aqüeducte que travessava la rasa de Masnou davant la capella de Sant Pere Màrtir a l'inici de l'actual parc de la Font de la Mina i que fou enderrocat als anys 20 del passat segle pels claretians per aprofitar-ne la pedra en la construcció dels seu seminari.